# Xosé López Orozco
Xosé López Orozco (Fazouro, Foz, 15 de setembre de 1947 és un polític i professor gallec. Va ser l'alcalde de la ciutat de Lugo entre 1999 i 2015.

## Trajectòria
És llicenciat en Filosofia i Lletres per la Universitat Pontifícia de Salamanca i doctorat per la Universitat de Santiago de Compostel·la. A la dècada de 1970 va treballar com a professor a l'institut de Viveiro i a l'IES Xoán Montes de Lugo (1972-1977) per assolir la condició de catedràtic de Filosofia a l'IES Lucus Augusti.
És militant del Partit Socialista des de desembre de 1975 i membre de FETE-UXT des de 1981. Va ser delegat provincial de la Conselleria de Cultura i Esports de la Xunta de Galícia entre 1987 i 1990. Va ser membre del Consell Assessor de la Televisión Española a Galícia entre 1990 i 1995.
El 1999 es presenta com a candidat a l'alcaldia de Lugo i la seva candidatura queda en segon lloc per darrere del PPdeG. No obstant, és investit alcalde el 4 de juliol de 1999 gràcies al pacte del seu partit amb el BNG. A les eleccions de 2003 obté la majoria absoluta amb 14 regidors. A les eleccions de 2007 guanya les eleccions però perd un regidor. En aquesta ocasió no hi ha pacte entre PSdeG i BNG i governa en minoria. En les eleccions de 2011 només obté 11 regidors i es veu obligat a pactar novament amb el BNG per ser investit alcalde.
Va ser imputat per diversos casos de corrupció com les operacions Campeón i Pokémon.

## Publicacions
És autor de diversos llibres, entre d'altres, Homenaje a Ortega, en col·laboració amb professors de Filosofia de Lugo, amb motiu del centenari del naixement d'Ortega y Gasset, i El Empleo. Reto del momento, en la XIV setmana gallega de Filosofia el 1977. També ha col·laborat en els diaris El Progreso i La Voz de Galicia sobre temes d'actualitat, filosofia i política.